# Govert Flinck
Govert Teuniszoon Flinck (Clèves, 25 gennaio 1615 – Amsterdam, 2 febbraio 1660) è stato un pittore olandese del Secolo d'oro olandese.

## Biografia
Da ragazzo fu mandato dal padre come apprendista ad un mercante di seta, ma avendo segretamente acquisito una passione per l'incisione e il disegno, fu inviato a Leeuwarden, dove abitò nella casa di Lambert Jacobszoon, un mennonita, meglio conosciuto come predicatore itinerante che come pittore. Qui Flinck fu raggiunto da Jacob Backer e la compagnia di un giovane come lui determinato a diventare un artista ha solo confermato la sua passione per la pittura. Tra i vicini di Jacobszon a Leeuwarden c'erano i figli e di Rombertus van Uylenburgh, la cui figlia, Saskia van Uylenburgh, sposò Rembrandt nel 1634. Altri membri della stessa famiglia vivevano ad Amsterdam, coltivando le arti sia professionalmente sia come dilettanti.
Certamente Joachim von Sandrart, che ha visitato l'Olanda nel 1637, trovò Flinck, riconoscendolo come uno dei migliori allievi di Rembrandt, e lo invitò a vivere abitualmente nella casa del mercante Hendrick van Uylenburgh ad Amsterdam. Per molti anni Flinck lavorò sulle orme di Rembrandt, seguendone lo stile in tutte le opere che ha eseguito tra il 1636 e il 1648.
Avendo l'aspirazione di diventare un pittore storico, però, cominciò a guardare alle forme gonfie e di grande azione di Peter Paul Rubens, che lo portò a numerose commissioni per la pittura ufficiale e diplomatica. I rapporti di Flinck con Cleves diventarono nel tempo sempre meno frequenti.
Egli fu introdotto alla corte del Principe elettore Federico Guglielmo I di Brandeburgo, che aveva sposato nel 1646 Luisa Enrichetta d'Orange. In seguito ottenne la protezione di Giovanni Maurizio di Nassau-Siegen, che si era fatto governatore di Cleves nel 1649. Nel 1652 Flinck divenne un cittadino di Amsterdam e sposò nel 1656 un'ereditiera, Sophie van der Houven, figlia di un direttore della Compagnia olandese delle Indie orientali.
Egli era già noto anche allora negli ambienti nobili, tra cui quelli presieduti dai fratelli Cornelis e Andries de Graeff e dall'assessore Jan Six. Era inoltre in rapporti di intimità con il poeta Joost van den Vondel e il tesoriere Uitenbogaard. Nella sua casa, adornata con calchi antichi, costumi e una preziosa raccolta di stampe, spesso ricevette il governatore Giovanni Maurizio, il cui ritratto è ancora conservata nel lavoro-studio del Barleius. Flinck morì ad Amsterdam il 2 febbraio 1660.

## Galleria d'immagini

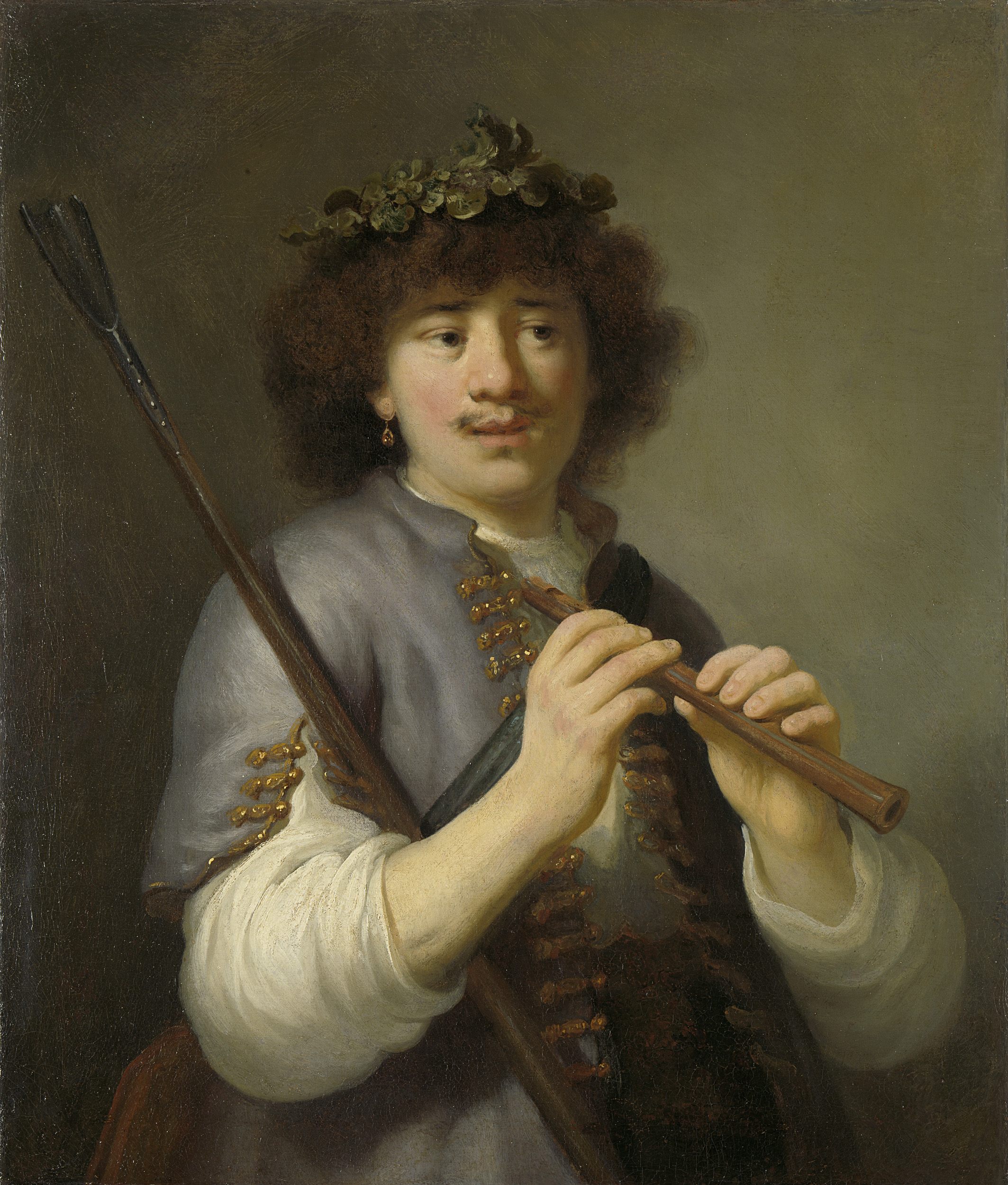
Rembrandt come pastore con il flauto, ± 1636
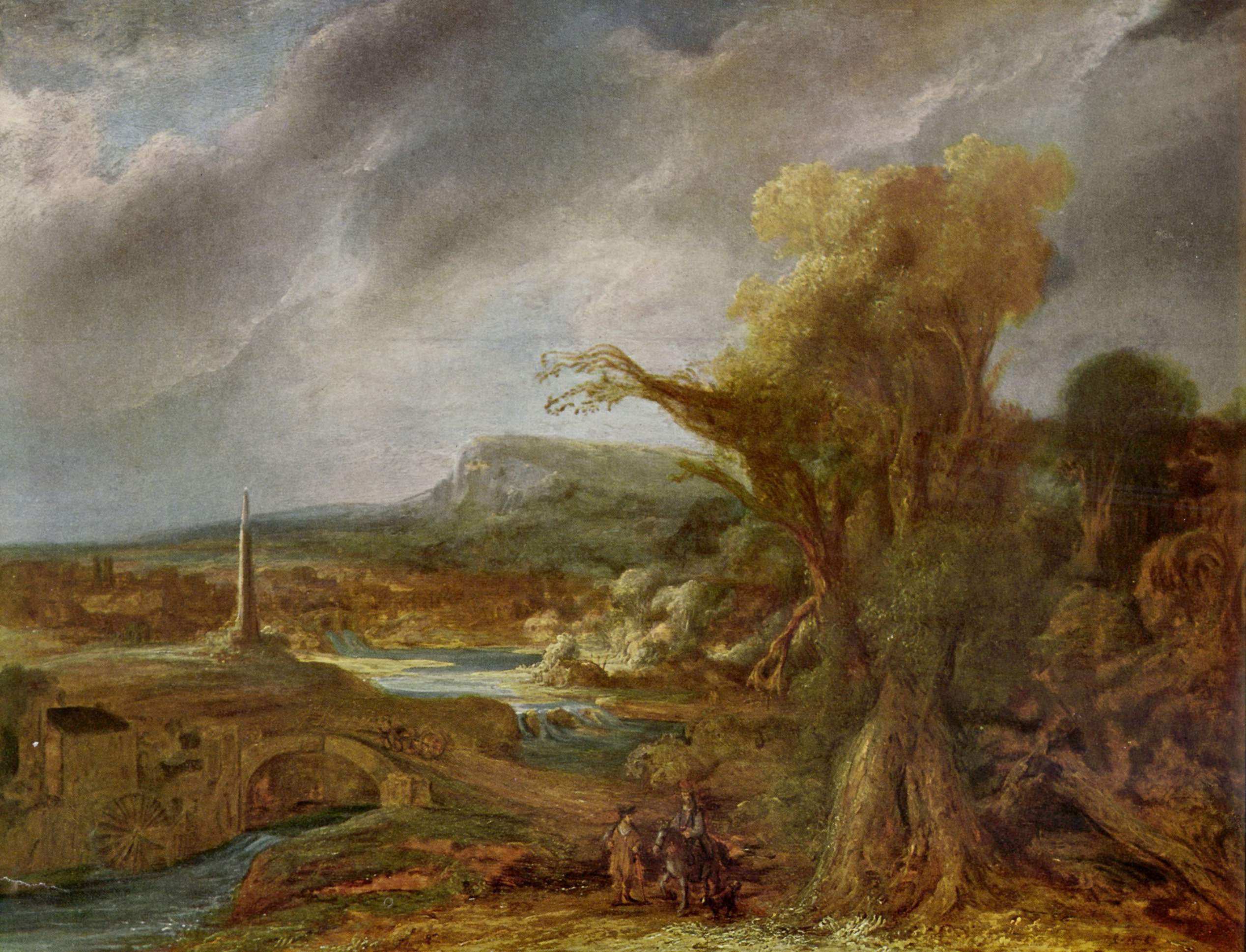
Paesaggio con obelisco, erroneamente attribuito a Rembrandt rubato nel 1990 dall'Isabella Stewart-Gardner Museum
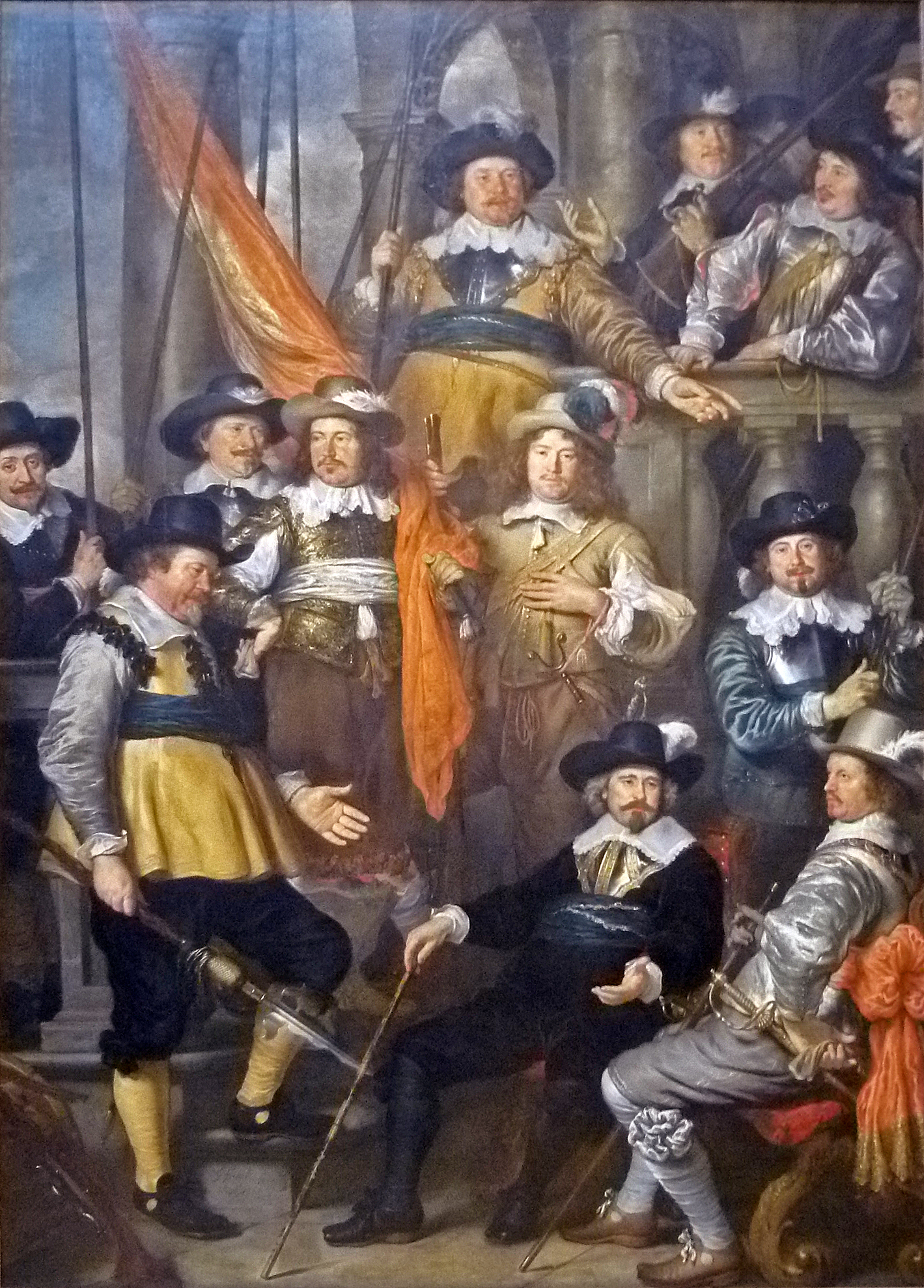
Milizia del Distretto XVIII sotto il comando del capitano Albert Bas, 1645, conservato al Rijksmuseum di Amsterdam
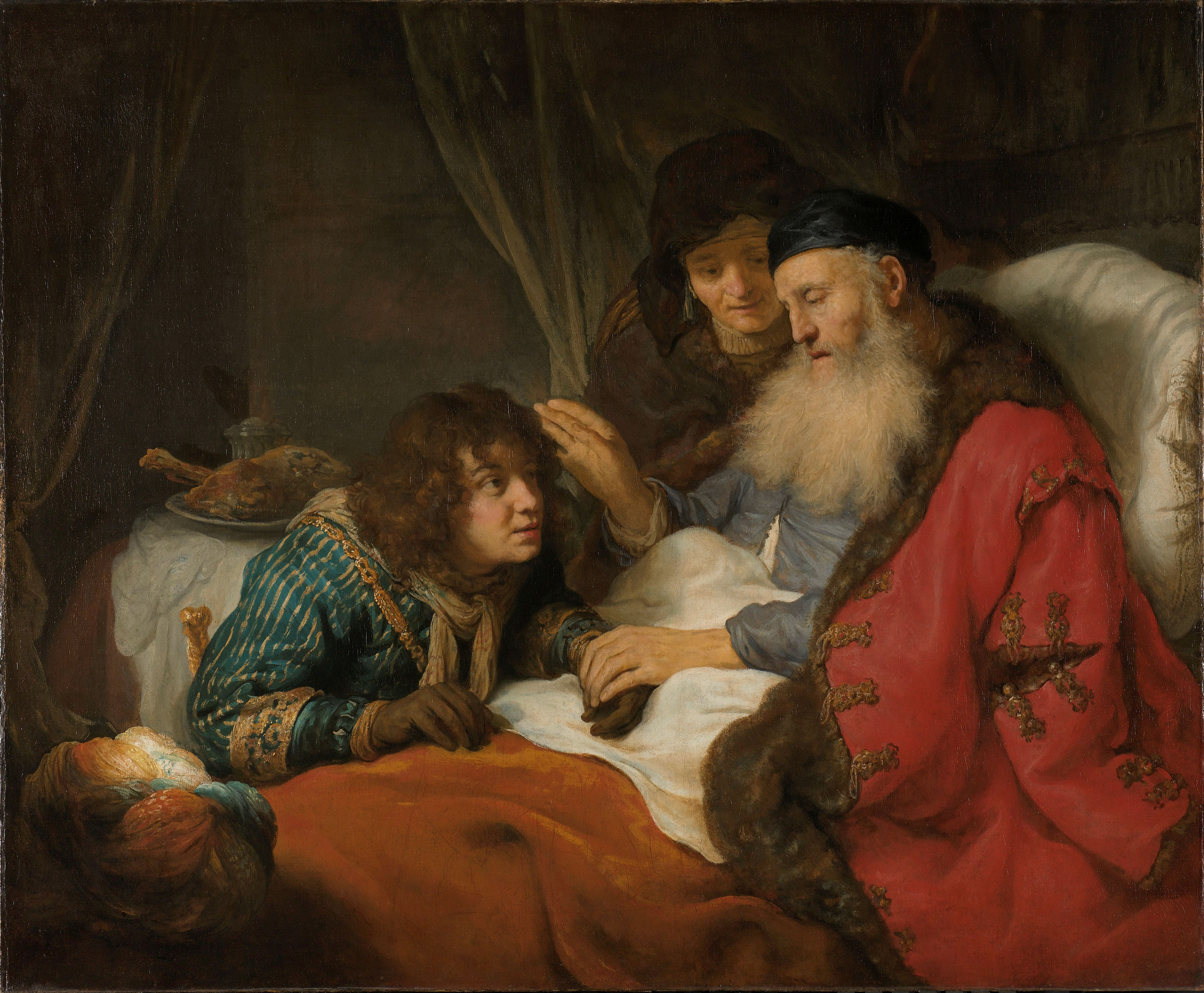
Isacco benedice Giacobbe, 1638
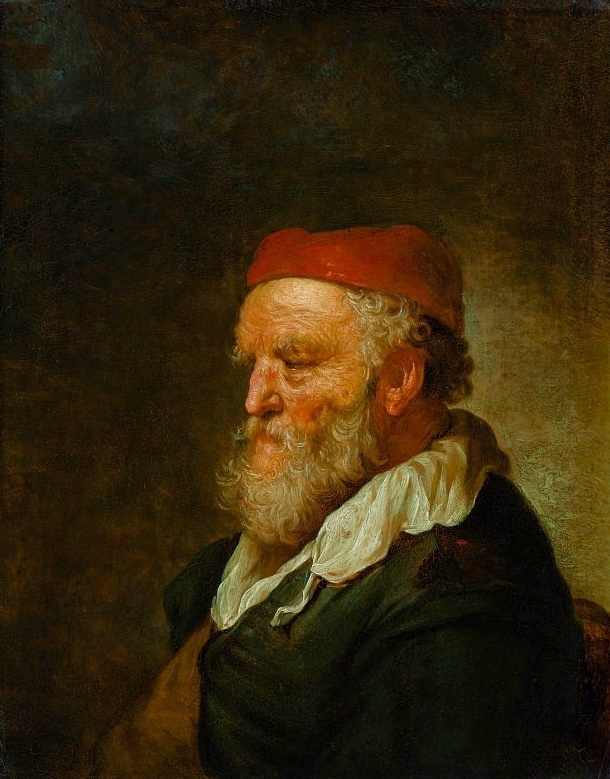
Vecchio con cappello rosso, 1640, Palace on the Water a Varsavia
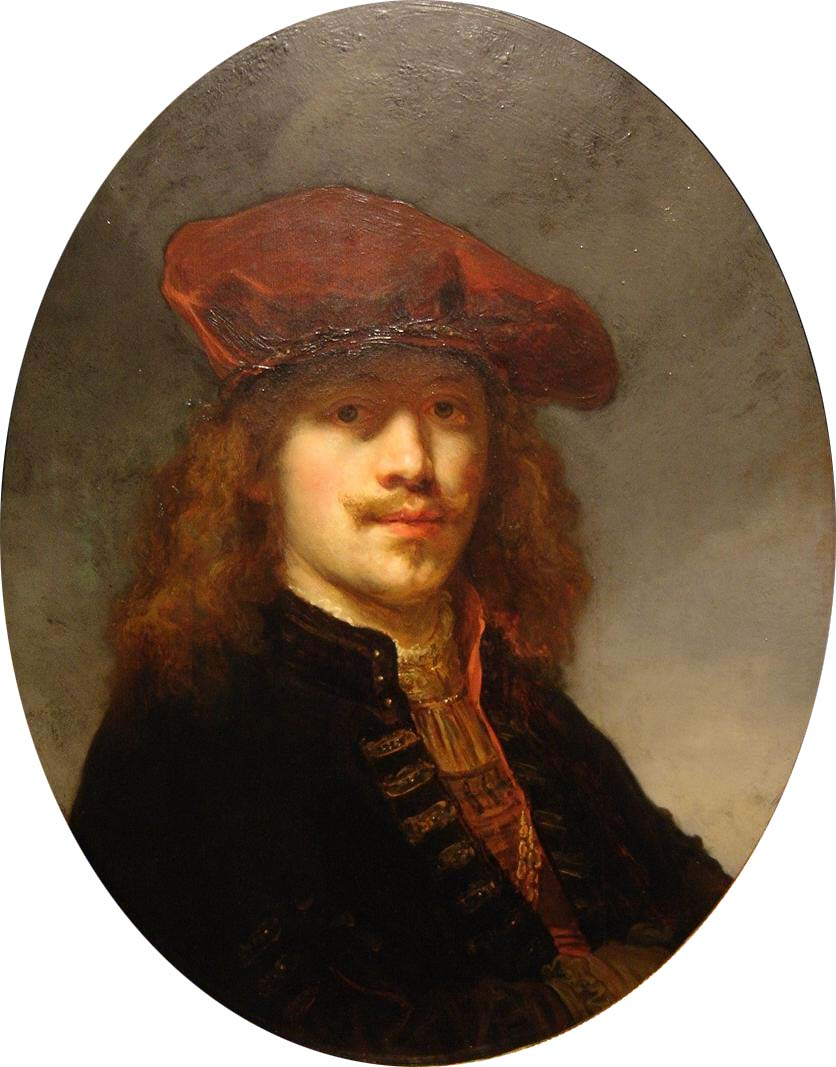
Autoritratto, 1640
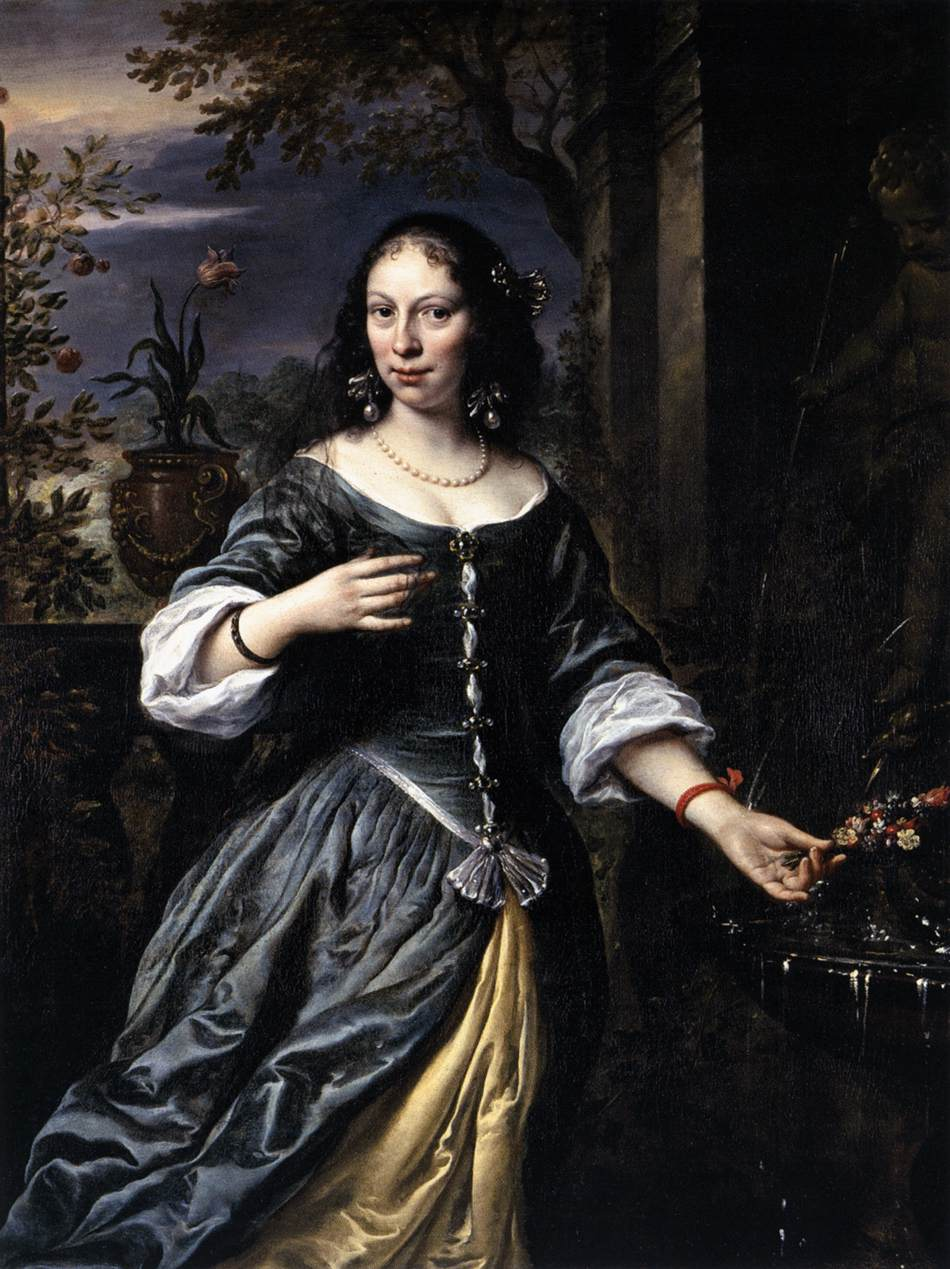
Ritratto di Margaretha Tulp, 1655
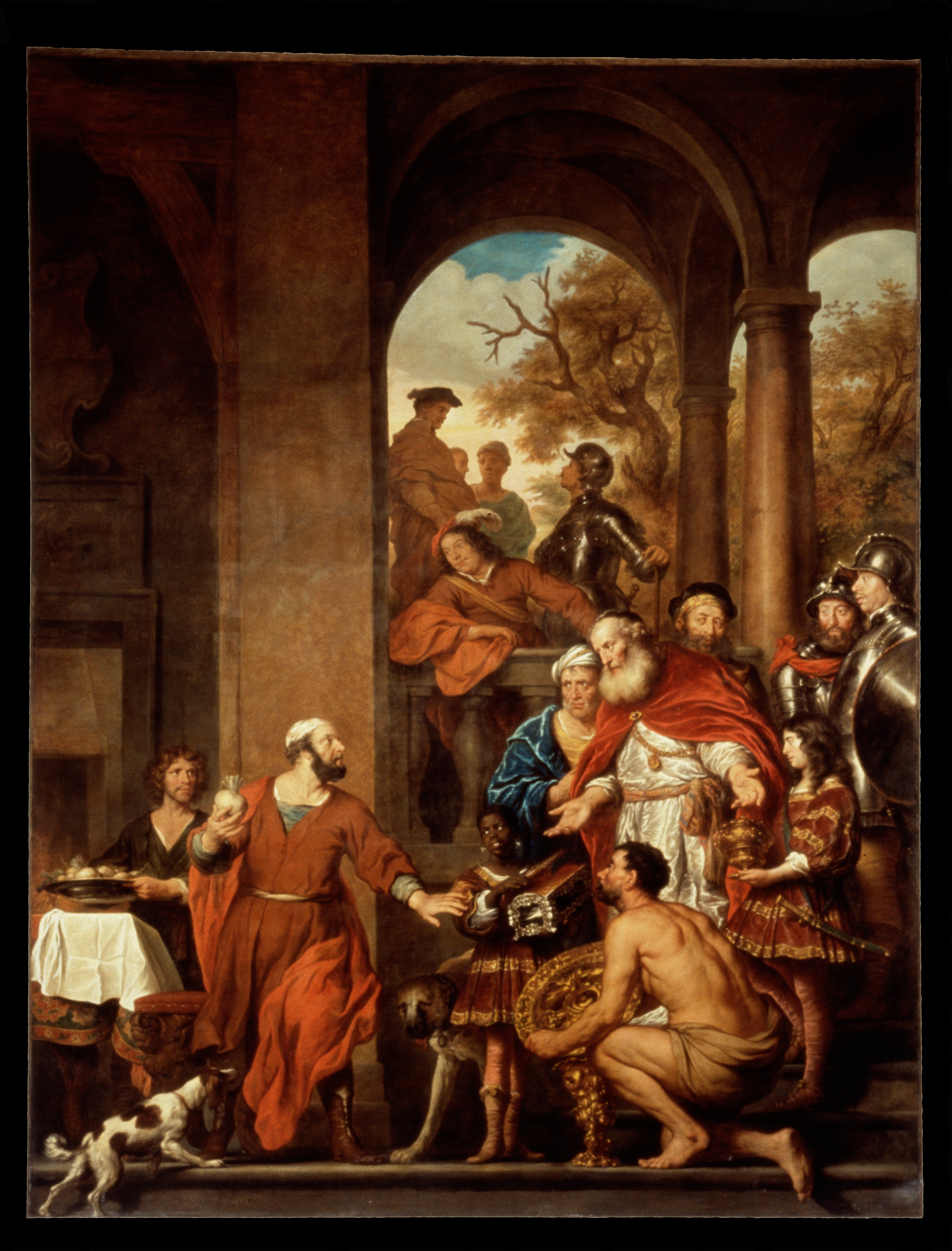
L'incorruttibile Manio Curio Dentato, 1656